# Легислатура Нью-Джерси
Легислату́ра шта́та Нью-Дже́рси — законодательная ветвь правительства Нью-Джерси. Состоит из двух палат — Сената и Генеральной Ассамблеи. В Сенат входят 40 сенаторов, а в Генеральную Ассамблею — 80 членов.

## Организация

### Избирательные округа

Избирательные округа Нью-Джерси.

В Нью-Джерси 40 избирательных округов. От каждого округа избирается один сенатор и два члена генеральной ассамблеи.

### Требования к кандидатам
Член Генеральной Ассамбелии должен быть не моложе 21 года, проживать в представляемом округе не менее 1 года и в штате Нью-Джерси не менее 2 лет.
Сенатор должен быть не моложе 30 лет, проживать в представляемом округе не менее 2 лет и в штате Нью-Джерси не менее 4 лет.

### Система выборов
Члены Генеральной Ассамблеи выбираются по давно известному порядку раз в два года. Выборы проходят в каждый нечётный год.
Сенаторы избираются на четыре года, кроме первого срока каждого десятилетия. Тем самым образуются система «2-4-4».

## Нынешний состав

### Сенат

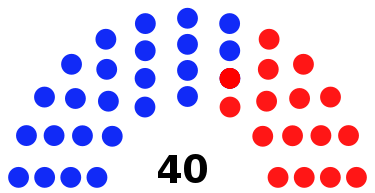
Красным цветом обозначены республиканцы, а синим — демократы.

В настоящий момент в состав Сената входят 24 члена демократической партии и 16 членов республиканской.

### Генеральная Ассамблея

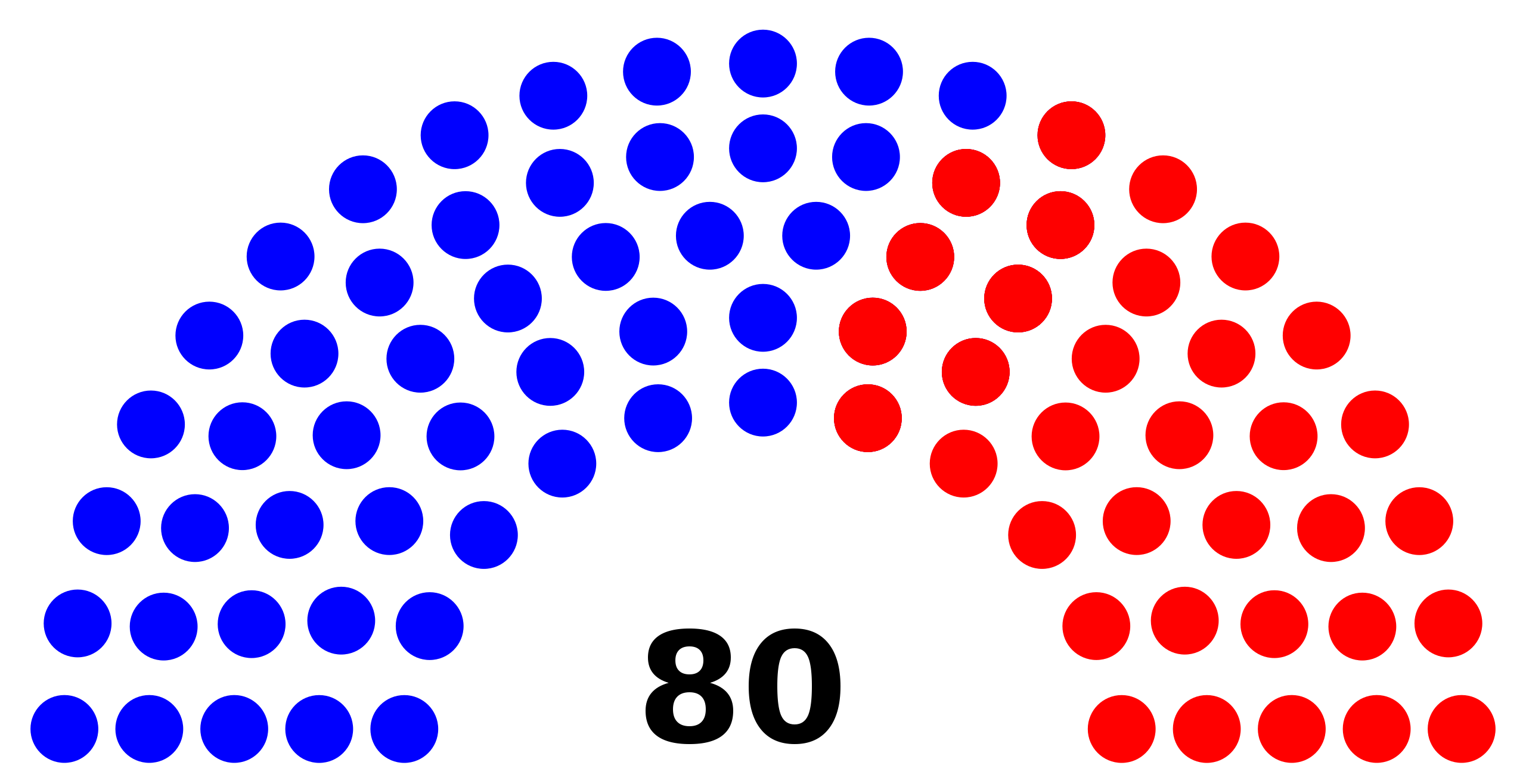
Красным цветом обозначены республиканцы, а синим — демократы.

В настоящем созыве Генеральной Ассамблеи 46 ассамблименов — демократы, а 34 — республиканцы.

## Руководство

### Руководство Сената
Сенат возглавляется президентом палаты, который в отличие от большинства штатов не является лейтенант-губернатором штата и занимает лишь третье место в линии принятия полномочий губернатора. Также присутствуют:
- Лидер большинства и меньшинства
- Временный председатель
- Заместитель лидера большинства/меньшинства

### Руководство Генеральной Ассамблеи
- Спикер
- Лидер большинства и меньшинства
- Временный спикер
- Партийные организаторы

## Зарплаты
Заработные платы сенаторов и членов ассамблеи одинаковы и на 2014—2016 года составляют 49 тыс. долларов в год.